# Simply Red
Simply Red es un grupo musical británico de soul, pop y rhythm and blues, fundado en Manchester, Inglaterra, en 1985. El líder de la banda, cantante y compositor principal Mick Hucknall es el único miembro original que ha permanecido desde su fundación. Han lanzado trece álbumes de estudio, desde Picture Book (1985) hasta Time (2023), todos ellos han alcanzado los primeros puestos en las listas de álbumes del Reino Unido. Los álbumes A New Flame (1989), Stars (1991), Life (1995), Blue (1998), y el recopilatorio Greatest Hits (1996), alcanzaron el número uno y su álbum Stars es uno de los álbumes más vendidos en la historia del Reino Unido. En total, Simply Red ha vendido más de 60 millones de álbumes.
Reconocidos por la poderosa voz de Hucknall, algunas de sus canciones más famosas son "Stars", "Angel", "The Air That I Breathe", "Sunrise", "Fairground", "Holding Back the Years" y "If You Don't Know Me by Now".
Han ganado tres Brit Awards, dos ASCAP Pop Music Awards, dos Ivor Novello Awards y han recibido tres nominaciones a los premios Grammy. La banda, que se separó momentáneamente en 2010, volvió a formarse en 2015. 

## Historia

### Primeros discos (1985-1990)
El grupo firmó con Elektra Records y realizó su primer álbum, Picture book, con el que se colocó en el número 2 de las listas inglesas, manteniéndose durante 30 semanas consecutivas. Este LP contenía la versión de Valentine Brothers "Money's too tight" y una composición de Mick en su primer grupo, The Frantic Elevators: "Holding back the years". Estos fueron los primeros grandes éxitos del grupo.
En marzo de 1987 Simply Red pública su segundo álbum, Men and Women, un disco totalmente soul, un estilo muy del agrado de Mick que contenía dos colaboraciones entre este y el compositor soul Lamont Dozier. El disco no llegó al nivel de Picture book, aunque generó temas muy populares, como "Ev'ry time we say goodbye" y "The right thing".
A los pocos meses de la publicación de Men and Women, el guitarrista Richardson abandonó el grupo y fue reemplazado por Aziz Ibrahim, quien poco después también se fue y fue sustituido por el brasileño Heitor T.P.
Simply Red publicó un nuevo trabajo en febrero de 1989, bajo el título de A new flame. Este álbum resultó ser uno de los de mayor éxito de la banda y fue disco de oro gracias a la versión del tema de 1972 de Harold Melvin & the Blue Notes "If you don't know me by now".

### La consagración:Stars(1991-1995)
Ese año la banda se consolidó como el grupo blanco de soul más importante de Inglaterra. Stars fue un relativo fracaso en Estados Unidos, pero "Something got me started" y "Stars" fueron  un gran éxito en el Reino Unido, donde fue el disco más vendido de 1991, y en América. Stars vendió en todo el mundo ocho millones y medio de copias, superando a importantes estrellas como Michael Jackson, U2 y Guns N' Roses. Otros temas destacados de este fueron "Your mirror", "For your babies" y "How could I fall".
Tras Stars, Bowers y Joyce abandonaron la banda, y se unieron a ella Shaun Ward en el bajo y Gota Yashiki en la batería, además del saxofonista Ian Kirkham.

### Lifey primer recopilatorio (1995-1997)
Ward y Gota se marcharon al ir a realizar el quinto álbum de Simply Red, Life, incorporándose, en cambio, la cantante Dee Johnson. El primer sencillo de este álbum fue "Fairground", el primer número uno de la banda en Inglaterra. El tema "We're in this together" fue interpretado por Mick Hucknall y un coro en la ceremonia de la Eurocopa 1996, la cual tuvo lugar en el Reino Unido.
Al año siguiente, Simply Red sacó su primer recopilatorio, titulado Greatest Hits incluyendo en él la canción inédita "Angel", que logró primeras posiciones en las listas británicas. Hoy en día sigue vendiéndose.

### Experimentos y últimos éxitos (1998-2003)
En 1998 la banda sacó a la venta el disco Blue, que se reencuentra con el género clásico de Simply Red. Fue su quinto disco consecutivo en llegar a la cima de la lista de álbumes inglesa, además que fue el regreso a un estilo soul más cercano a A new flame.  De este CD se destacó la versión de The Hollies "The air that i breathe".
Ese mismo año se grabó en el Lyceum Theatre el DVD Live in London.
En 1999 aparece Love and the Russian Winter, un trabajo que mostraba las nuevas tendencias musicales de Hucknall, y que incluía además, versiones en estilo disco. No tuvo mucho éxito más allá de otra versión llamada "Ain't that a lot of love".
En el año 2000 la banda publicó It's only love, una recopilación de grandes éxitos más uno nuevo, "Lady Godiva's room", que había salido en un EP a principios de los 90.
En 2002 Simply Red saca a la venta un DVD con el grueso de sus videoclips hasta el momento, titulado Simply Red Greatest Video Hits, el cual fue reeditado y actualizado con nuevos videos en 2008.
Tras renunciar a las disqueras y crear su propio sello discográfico, simplyred.com, el grupo editó Home en 2003; se trató de un álbum grabado en el estudio privado de Mick Hucknall, con medios más discretos que anteriores trabajos pero logrando un sonido puro, que vendió más de un millón de copias. Home llevó consigo "Sunrise", el último gran éxito de Simply Red, que sampleaba el ritmo programado de  "I can't go for that" de Hall and Oates. Ese año se graba en Sicilia un nuevo DVD en vivo, con extras de conciertos en Croacia y Francia.

### Últimos discos y separación (2003-2010)
En 2005, la banda produjo Simplified, una colección de viejos temas con arreglos musicales de música cubana, como el renovado "Something got me started", y la nueva canción "Perfect love". Poco después fue publicado el DVD Cuba!, con conciertos en la capital del país isleño.
El 25 de septiembre de 2006 se lanzó a la venta el sencillo "Oh! What a girl!", con éxito discreto. El último disco de Simply Red en su primera etapa se publicó el 12 de marzo de 2007, llevando por título Stay. El primer sencillo extraído del disco fue "So not over you", que salió a la venta el 5 de marzo de 2007 en el Reino Unido.
Ese año la banda graba un nuevo DVD en vivo en el Royal Albert Hall, interpretando todos los grandes éxitos de su historia y algunas canciones del nuevo disco. El DVD fue titulado Stay at the Royal Albert Hall.
De nuevo lanza un nuevo recopilatorio el año 2008, 25 The Greatest Hits para celebrar el vigésimo-quinto aniversario de su primera publicación. En el recopilatorio 25 temas, incluyendo uno inédito titulado "Go Now", versión del año 1964 compuesta por Larry Banks y Milton Bennett, dada a conocer por el cantante de soul Bessie Banks.
En el año 2009 Simply Red se presenta en el Festival Internacional de la Canción de Viña del Mar de ese año, llevándose todos los premios y haciendo una de sus últimas grandes presentaciones.
Luego de 25 años juntos, la banda anunció su separación en 2010. La banda realiza una gira mundial, titulada Farewell the Final Tour; en un comunicado de prensa Hucknall explicó la separación diciendo que "de alguna manera, decidimos que 25 años fueron suficientes".

### Retorno (2015-actualidad)
En 2015 se cumplen 30 años de la creación de Simply Red y la publicación de su primer disco, así que el grupo anunció una gira mundial para las conmemoraciones e incluso un nuevo disco, titulado Big Love, que fue publicado en Europa en mayo de 2015, y en América en septiembre del mismo año. Luego el grupo inició la gira Big Love Tour.
La banda continuó lanzando discos en 2019 y 2023, sin llegar a tener mayor éxito.

## Discografía

### Álbumes de estudio
- Picture book (1985)
- Men and Women (1987)
- A new flame (1989)
- Stars (1991)
- Life (1995)
- Blue (1998)
- Love and the Russian Winter (1999)
- Home (2003)
- Simplified (2005)
- Stay (2007)
- Big Love (2015)
- Blue Eyed Soul (2019)
- Time (2023)

### Recopilatorios
- Greatest Hits (1996)
- It´s only love (2000)
- Hits (2002)
- The Very Best of Simply Red (2003)
- Stretched and Reconstructed (2004)
- Simply Red 25 (2008)
- Songs of Love (2010)
- Song Book (2013)
- The Collection (2015

### DVD
- A Starry Night With Simply Red (1992)
- Live in London (1998)
- Simply Red Greatest Video Hits (2002)
- Home Live in Sicilly (2003)
- Live at Montreux (2003)
- Stars (2005)
- Cuba! (2006)
- Stay at the Royal Albert Hall (2007)
- The Greatest Video Hits (2008)
- Farewell the Final Tour (2011)
- Symphonica in Rosso (2018)